# 圣普里瓦代普雷
圣普里瓦德普雷（法語：Saint-Privat-des-Prés，法語發音：[sɛ̃ pʁiva de pʁe]）是法国多尔多涅省的一个旧市镇，属于佩里格区。2017年，圣普里瓦德普雷与邻近的2个市镇合并为新市镇佩里戈尔地区圣普里瓦，圣普里瓦德普雷为新市镇行政中心。

## 地理
圣普里瓦德普雷（45°13'32"N, 0°12'55"E）面积19.63 平方千米，位于法国新阿基坦大区多爾多涅省，该省份为法国西南部内陆省份，是法國本土面积第三大的省，大致对应佩里戈尔地区，北起顺时针与夏朗德省、上维埃纳省、科雷兹省、洛特省、洛特-加龙省、吉倫特省和滨海夏朗德省接壤。
与圣普里瓦德普雷接壤的市镇（或旧市镇、城区）包括：圣安托万-屈蒙、费斯塔朗、圣樊尚雅尔穆捷、圣欧莱-皮芒古、博讷。
圣普里瓦德普雷的时区为UTC+01:00、UTC+02:00（夏令时）。

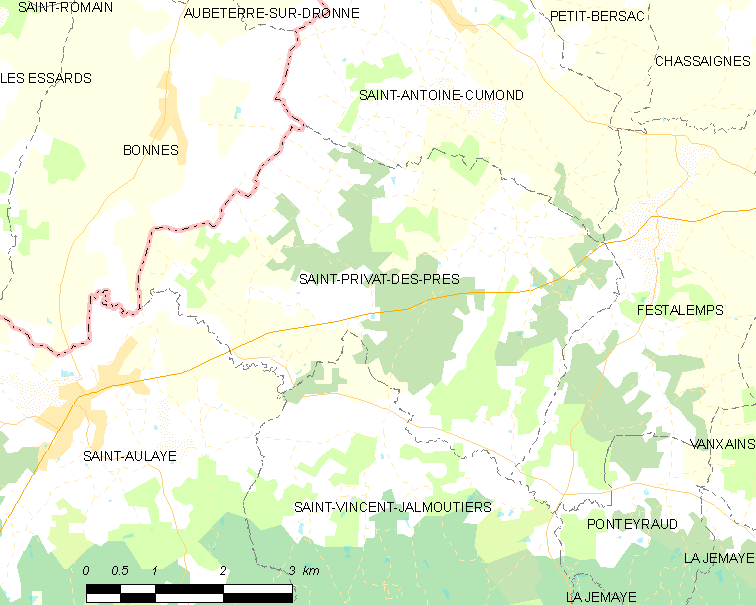
圣普里瓦德普雷的OSM定位图

## 行政
圣普里瓦德普雷的邮政编码为24410，INSEE市镇编码为24490。

## 政治
圣普里瓦德普雷所属的省级选区为蒙蓬-梅内斯泰罗勒县。

## 人口

1962-2008年间圣普里瓦德普雷人口变化图示

圣普里瓦德普雷于2018年1月1日时的人口数量为527人。